# Coleophora betulifolia
Coleophora betulifolia é uma espécie de mariposa do gênero Coleophora pertencente à família Coleophoridae.